# Коскела, Харри
Харри Коскела (фин. Harri Matias Koskela; род. 8 октября 1965, Лапуа, Вааса) — финский борец греко-римского стиля, чемпион Северных стран, призёр чемпионатов Европы и мира, призёр Кубка мира, серебряный призёр летних Олимпийских игр 1988 года в Сеуле, участник трёх Олимпиад.

## Карьера
Выступал в полутяжёлой весовой категории (до 90 кг). 4-кратный чемпион северных стран (1987—1989, 1994). Бронзовый призёр чемпионата Европы 1987 года в Тампере. Серебряный (1990) и бронзовый (1991) призёр чемпионатов мира. Серебряный призёр Кубка мира 1987 года.
На летних Олимпийских играх 1988 года в Сеуле Коскела победил югослава Бернарда Бана, венгра Шандора Майора, советского борца Владимира Попова, камерунца Жан-Баптиста Юмби, представителя ФРГ Андреаса Штайнбаха и стал победителем своей подгруппы. В финале финн проиграл болгарину Атанасу Комшеву и завоевал олимпийское серебро.
На следующих Олимпийских играх 1992 года в Барселоне Коскела был знаменосцем сборной Финляндии. Он проиграл венгру Тибору Комароми, выступавшему за объединённую команду Гоги Когуашвили и выбыл из борьбы, заняв итоговое 11-е место.
На следующей Олимпиаде в Атланте Коскела проиграл представителю Казахстана Сергею Матвиенко, американцу Деррику Уолдрупу и лишился надежд на медали, став в итоге 20-м.